# 150. pr. n. št.
150. pr. n. št. je peto desetletje v 2. stoletju pr. n. št. med letoma 159 pr. n. št. in 150 pr. n. št.. 